# Japonitata clavata
Japonitata clavata es una especie de insecto coleóptero de la familia Chrysomelidae.
Fue descrita científicamente en 1998 por Yang & Wu in Wu, Yang & Li.